# Вакиль (баня)
Вакиль (Векиль, баня Векиля, араб. حَمـّامِ وَکیل‎) — общественная баня (хаммам) в Иране в честь правителя Керим-хана Зенда, носившего титул вакиль (векиль). Находится в Ширазе в провинции Фарс.
Керим-хан Зенд называл себя векилем — регентом при малолетнем Исмаиле III, отпрыске Сефевидов. После смерти Надир-шаха в 1747 году и утверждения на престоле Шираза Керим-хана Зенда, будущего правителя Ирана, в Ширазе были построены величественные здания, среди которых — баня Вакиль, мечеть Вакиль, базар Вакиль с караван-сараем, крепость Керим-хан, павильон с садом.
Баня Вакиль под номером 917 была внесена в Список национальных памятников Ирана. Ансамбль исторических памятников эпохи Зендов в провинции Фарс в 2008 году внесён кандидатом в Список объектов всемирного наследия ЮНЕСКО в Иране.